# Scott Haze
Scott Haze est un acteur américain né le 28 juin 1983 à Dallas, Texas (États-Unis).
Il est surtout connu pour ses collaborations avec James Franco. Il a été choisi comme l'un des dix acteurs à suivre en 2013 par le quotidien Variety pour sa performance dans Child of God.

## Filmographie

### Cinéma

#### Longs métrages
- 2006 : Danny Roane: First Time Director de d'Andy Dick : Le patient du centre de désintoxication
- 2007 : Prey 4 Me de Steven Kiefer et Daniel Spantman : Joel
- 2011 : Post de Jim Parrack : Sergent Scotty Fowlkes
- 2013 : Tandis que j'agonise (As I Lay Dying) de James Franco : Skeet McGowan
- 2013 : Child of God de James Franco : Lester Ballard
- 2013 : Tunnel Vision de Delila Vallot : Jolson
- 2014 : The Sound and the Fury de James Franco : Jason Compson IV
- 2014 : Bukowski de James Franco : Iris Ticket
- 2015 : Midnight Special de Jeff Nichols : Levi
- 2016 : Les Insoumis (In Dubious Battle) de James Franco : Frank
- 2016 : Between Us de Rafael Palacio Illingworth : Robert
- 2017 : Thank You for Your Service de Jason Hall : Michael Adam Emory
- 2017 : Line of Fire (Only the Brave) de Joseph Kosinski : Clayton Whitted
- 2017 : The Institute de James Franco et Pamela Romanowsky : Gunther
- 2017 : The Vault de Dan Bush : Michael Dillon
- 2017 : Tenn de James Franco : Jim Connor
- 2018 : Venom de Ruben Fleischer : Roland Treece
- 2018 : Future World de James Franco et Bruce Thierry Cheung : Gutter
- 2019 : The Long Home de James Franco : Weimer
- 2019 : Zeroville de James Franco : Charles
- 2020 : Minari de Lee Isaac Chung : Billy
- 2020 : 12 Mighty Orphans de Ty Roberts : Rodney Kidd
- 2021 : Affamés (Antlers) de Scott Cooper : Frank Weaver
- 2021 : Old Henry de Potsy Ponciroli : Curry
- 2021 : Wild Indian de Lyle Mitchell Corbine Jr. : Père Daniels
- 2021 : What Josiah Saw de Vincent Grashaw : Thomas Graham
- 2022 : Jurassic World : Le Monde d'après de Colin Trevorrow : Rainn Delacourt
- 2023 : Sound of Freedom d'Alejandro Gómez Monteverde : Chris
- 2023 : The Seeding de Barnaby Clay : Wyndham Stone
- 2024 : Horizon : Une saga américaine, chapitre 1 (Horizon: An American Saga – Chapter 1) de Kevin Costner : Elias Janney
- 2024 : Red Right Hand d'Eshom Nelms et Ian Nelms : Finney

#### Courts métrages
- 2005 : AdCorp, Inc. de Marshall Cook : Jason
- 2006 : Division III de Marshall Cook : Andre "AO" O'Brien
- 2012 : The Taste of Copper de Michael Stratigakis : Daniel
- 2013 : Deserted de Virginia Crawford : C. Grin
- 2013 : Paradise de Blake Dew : Nickel

### Télévision

#### Séries télévisées
- 2011 : Les Experts (CSI: Crime Scene Investigation) : Anthony Steel
- 2018 : Medal of Honor : Les héros militaires américains (Medal of Honor) : John Daniel

### Scénariste
- 2007 : Prey 4 Me de Steven Kiefer et Daniel Spantman
- 2015 : Mully de lui-même

### Réalisateur
- 2015 : Mully

### Producteur
- 2007 : Prey 4 Me de Steven Kiefer et Daniel Spantman
- 2015 : Mully de lui-même